# Na lovu
Na lovu je česká televizní soutěž skupiny Nova připravená dle licence britského pořadu The Chase, která měla premiéru na TV Nova 16. srpna 2021. Premiérové díly začínají na TV Nova pravidelně ve všední dny cca v 17.30. Moderátorem soutěže je Ondřej Sokol. Natáčení probíhá v Jesenici u Prahy v ateliérech TV Nova.

## Průběh soutěže
Každé epizody se účastní čtyři soutěžící, kteří tvoří jeden tým, a jeden Lovec. V první fázi hraje každý ze soutěžících samostatně. Nejprve po dobu jedné minuty odpovídá na sadu otázek, přičemž za každou správnou odpověď získává 5 000 korun, v případě nesprávné odpovědi či při jejím přeskočení se nic neděje. Po uběhnutí jedné minuty si soutěžící v duelu zahraje o získanou částku proti Lovci. Tento obnos je umístěn do třetího pole sedmistupňové hrací plochy a cílem je přesunout tuto částku až dolů a uniknout Lovci. Ten před zahájením duelu nabídne hráči bezpečnější a riskantnější variantu; pokud chce hráč riskovat a hrát o větší peněžní obnos, ztenčí se náskok před Lovcem na 1 políčko. Pokud chce mít raději větší šanci na únik, může zvolit náskok 3 míst, ale také hrát o významně menší částku. Po krátké poradě s týmem a zvolení startovní pozice je duel zahájen. Oba hráči odpovídají na totožné otázky, přičemž vybírají ze tří možností. Jakmile jeden odpoví, musí druhý označit odpověď do pěti sekund (na konci limitu se ozývá siréna). Při správné odpovědi následuje posun o jedno políčko dolů, při špatné zůstává osoba na své pozici. Pokud Lovec soutěžícího v průběhu duelu dostihne, tak ten ze soutěže vypadává, stejně jako jeho doposud získaná výhra. Pokud naopak Lovec soutěžícího nechytí, přesune se získaný obnos do týmového celku. Po konci duelu se do soutěže zapojí také zbývající členové týmu.

### Finálová štvanice
Ti, co se dostanou do finále, odpovídají na předem připravený set otázek, Lovec tentokrát odpovídá na odlišné otázky. V případě, že Lovec v dosavadních hrách chytil všechny čtyři protivníky, nastává takzvané “Zmrtvýchvstání” a soutěžící si musí vybrat jednoho ze svého středu, kdo se sám utká ve finální hře o předem stanovenou sumu 20 000 korun. Soutěžící odpovídají během dvou minut a snaží se získat co nejvíce správných odpovědí. Startovní pozice se odvíjí od počtu finalistů, pokud hraje pouze jeden, tak má na Lovce náskok jednoho pole, pokud postoupili všichni čtyři, znamená to náskok čtyř polí. Za každou správnou odpověď se náskok navyšuje o jedno pole. Soutěžící nemohou diskutovat a vždy odpovídá pouze jeden z nich, přičemž se musí nejprve přihlásit. Za neplatnou odpověď se považuje, pokud odpoví někdo jiný, než kdo se přihlásil. Po uplynutí dvou minut přichází Lovec, který odpovídá na jiný set otázek a snaží se smazat náskok, který si tým vybudoval. Při správné odpovědi se posouvá o jedno pole vpřed, pokud ale odpoví špatně nebo neví, čas se zastaví a tým se může krátce poradit a zkusit odpovědět správně; pokud se jim to podaří, posunou Lovce o jedno pole zpět. Pokud Lovec hned na začátku odpoví špatně, přidají soutěžící po jejich správné odpovědi Lovci jedno pole. Pokud Lovec tým dostihne před uplynutím svých dvou minut, nezískají soutěžící nic, v případě, že se mu to nepodaří, rozdělí si soutěžící výhru rovným dílem.

## Lovci
Během každého dílu se náhodně střídají tito lovci:
- RNDr. Jiří Martínek, Ph.D. (Doktor Vševěd) – pracovník Historického ústavu Akademie věd ČR, vyučující na Přírodovědecké fakultě Univerzity Jana Evangelisty Purkyně v Ústí nad Labem.
- Mgr. Dagmar Jandová, DiS. (Kvízová dáma) – meteoroložka Českého hydrometeorologického ústavu, spisovatelka naučných knih pro děti a tvůrkyně otázek pro společenské hry
- Mgr. Jakub Kvášovský (Kalkulátor) – učitel matematiky a zeměpisu na základní škole ve Vrchlabí.
- Mgr. et Mgr. Václav Slabyhoudek (Pan Lišák) – absolvent Právnické fakulty Univerzity Karlovy a Fakulty sociálních věd Univerzity Karlovy.
- Mgr. Viktorie Mertová (Belladonna) – zaměstnankyně státní správy, vyučující na Fakultě sociálních věd Univerzity Karlovy - od 3. řady (epizoda 235).[4]
- Mgr. Libor Šimůnek (Bandita) – učitel matematiky a dějepisu na základní škole v Mladé Boleslavi  - od 6. řady (epizoda 546).
- MgA. Libor Bouček (Žolík) - moderátor - od 8. řady

### Rekordy jednotlivých lovců ve finálové štvanici
| Lovec         | Nejvíce dohnaných polí | Zbývající čas | Díl           | Nejvíce nahraných polí | Díl           | Reference |
| ------------- | ---------------------- | ------------- | ------------- | ---------------------- | ------------- | --------- |
| Doktor Vševěd | 24                     | 0:06          | 77            | 24                     | 77            | [ 5 ]     |
| Kalkulátor    | 20                     | 0:00          | 230           | 22                     | HS 48         | [ 6 ]     |
| Belladonna    | 19                     | 0:12, 0:09    | 529, 613      | 20                     | 484           | [ 7 ]     |
| Bandita       | 19                     | 0:04          | 580           | 19                     | 580           | [ 8 ]     |
| Kvízová dáma  | 18                     | 0:11, 0:22    | 63, 397       | 19                     | 133           | [ 9 ]     |
| Pan Lišák     | 15                     | 0:21, 0:00    | 262, 565      | 18                     | 278           | [ 10 ]    |
| Žolík         | bude oznámeno          | bude oznámeno | bude oznámeno | bude oznámeno          | bude oznámeno |           |

Statistiky úspěšnosti jednotlivých lovců (1. – 7. série)
| Pořadí | Lovec              | počet odehraných dílů | Počet proher | Úspěšnost |
| ------ | ------------------ | --------------------- | ------------ | --------- |
| 1      | Jiří Martínek      | 189                   | 27           | 85,71 %   |
| 2      | Libor Šimůnek      | 22                    | 5            | 77,27 %   |
| 3      | Dagmar Jandová     | 142                   | 37           | 73,94 %   |
| 4      | Viktorie Mertová   | 79                    | 21           | 73,42 %   |
| 5      | Jakub Kvášovský    | 176                   | 47           | 73,30 %   |
| 6      | Václav Slabyhoudek | 67                    | 23           | 65,67 %   |
| 7      | Libor Bouček       | 0                     | 0            | 0 %       |

## Na lovu: Superlov
V takzvané „super verzi“ soutěže nazvané Superlov jsou role prohozeny – jeden soutěžící hraje proti dvěma až pěti lovcům najednou, kde může vyhrát až 1 milion korun. V úvodní části nejprve odpovídá až na pět otázek, kdy volí ze tří možností. Pokud první otázku zodpoví špatně, soutěž ihned opouští. Za každou správnou odpověď získává pět tisíc korun.
Do druhého kola soutěžící postupuje s nahranou částkou a s časovým limitem 60 sekund. Následně jsou představeni první dva lovci, kteří se s ním mohou utkat o částku, kterou si nahrál – k tomu nabídnou také časový náskok. Následuje představení třetího lovce, který udělá druhou nabídku – kromě vyšší částky dá také kratší či totožný časový náskok. Totéž přichází se čtvrtým a pátým lovcem – pokud soutěžící na začátku zodpověděl všech pět otázek správně, je poslední nabídnutá částka vždy rovna jednomu milionu korun (což je takzvaná “Betano výzva”). Časový limit lovců je vždy menší než 60 sekund.
Soutěžící si následně vybere jednu z nabídek – čím vyšší zvolená částka, tím více lovců bude proti němu stát a tím více času budou mít na zodpovězení co největšího počtu otázek. Ve finálovém souboji moderátor klade otázky střídavě soutěžícímu a lovcům. Začíná soutěžící, přičemž se zahájením duelu se spouští jeho časomíra, která se zastaví až v momentě zaznění správné odpovědi. Poté pokračují lovci, kteří se vždy musí přihlásit. Když ti odpoví správně, zastaví se jejich časomíra a opět pokračuje soutěžící. Ten, komu vyprší čas, prohrává.
Natáčení proběhlo v Bratislavě 8., 14., 15., 21. a 22. ledna 2023. Superlov měl premiéru v sobotu 4. března 2023, díly první řady měly sledovanost přes 1 milion diváků.
V prosinci 2023 proběhlo natáčení druhé řady Superlovu. Druhá řada odstartovala 23. března 2024 na Nově, první díl měl sledovanost přes 800 000 diváků v kategorii 15+ a potvrdil tak pozici sobotní televizní jedničky. Druhý díl vidělo 900 000 diváků, dále sledovanost neklesla pod 600 000 diváků.
Začátkem ledna 2025 byla natočena třetí řada, ve které se poprvé změnilo složení týmu lovců. Pana Lišáka Václava Slabyhoudka nahradil Bandita Libor Šimůnek a také se pořad již nenatáčí v Bratislavě, ale v Praze. Třetí řada měla premiéru 1. března 2025 ve 20:20 na Nově a o týden dříve na Voyo. První díl sledovalo 710 000 diváků starších 15 let. Druhý díl sledovalo 633 000 diváků starších 15 let. Třetí díl se stal nejsledovanějším sobotním pořadem, dívalo se na něj 759 000 diváků starších 15 let.

## Na lovu: Hvězdný speciál
V sobotu 5. února 2022 ve 20:20 byl odvysílán speciální díl Hvězdný speciál, kterého se účastnil soutěžní tým ve složení David Svoboda, Jakub Prachař, Ester Geislerová a Aleš Háma. Vzhledem k pokoření milionové sledovanosti se Nova rozhodla ve speciálních dílech pokračovat. V prvním kole získávají soutěžící za každou správnou odpověď dvojnásobnou částku, tedy 10 000 Kč. V roce 2022 bylo odvysíláno 20 dílů, na charitu bylo celkově přispěno částkou 4 125 000 Kč.